# Loxocrambus canellus
Loxocrambus canellus là một loài bướm đêm trong họ Crambidae.